# Деление щита

Средний королевский герб Австро-Венгрии 1915-1918 гг.

Деление щита (сечение, разделение) — геральдический приём и термин, означающий разделение поля щита на две или более различно окрашенные части посредством прямых или фигурных линий. Преимущественно щит делят на несколько равных частей, гораздо реже встречается деление на неравные части. Линии деления, независимо от своей формы, всегда проходят в одном из четырёх возможных направлений: вертикально (в геральдике — рассечение), горизонтально (пересечение), диагонально слева (скошение справа) и диагонально справа (скошение слева). При делении одни тинктуры не накладываются на другие, деления не образуют гербовых фигур (хотя некоторые деления в зависимости от ситуации могут рассматриваться и как фигуры), поэтому основное правило геральдики в данном случае неприменимо.
Деление щита на несколько частей обычно указывает на то, что герб является составным, то есть представляет собой объединение нескольких гербов в едином гербе. В связи с этим для новосозданных гербов деление щита, имеющего в каждой своей части самостоятельные фигуры, не рекомендуется.

## Простые деления
| qqqqq |  |
|       |  |

основные деления
Простых (основных, главных) деления четыре: 
- по вертикальной линии, опущенной из середины верхнего края щита к середине нижнего — рассечение (фр. parti);
- горизонтально из середины геральдически правой стороны к середине левой — пересечение (фр. coupé);
- диагонально из правого верхнего угла в левый нижний — скошение справа (фр. tranché);
- диагонально из левого верхнего угла в правый нижний — скошение слева (фр. taillé).

Если щит имеет отличную от четырёхугольной форму, то линии деления проходят так, как будто он имеет таковую. То есть, если щит скошен, а его форма не содержит нижнего левого угла, куда должна проводиться линия деления (например, щит закруглён снизу), то щит условно вписывается в четырёхугольник, и линия проводится к углу этого условного прямоугольника, прерываясь при пересечении с реальным контуром щита.

## Составные деления
Деления, образованные сочетанием нескольких различных основных линий, называют составными (например, сочетание рассечения и пересечения). Сочетание основных делений приводит к тому, что поле делится не на две части, а на три и более частей. Так, сочетание рассечения и пересечения даёт четверочастный щит, то есть крестообразно разделённый на четыре равные части (четверочастное деление), скошения справа и скошения слева — также четверочастный щит, но разделённый в форме андреевского (косого), а не простого (прямого) креста, — так называемый четверочастно скошенный или скошенный справа и слева щит. Сочетание всех четырёх основных делений (или двух четверочастных) приводит к тому, что щит распадается на восемь равных треугольников, сходящихся вершинами в центре щита — такое деление называют восьмиугольным или клинчатым.
В геральдике также распространено разделение щита посредством сочетания основных делений, проходящих только до середины щита, для описания чего используется термин «полу-», к которому добавляется название основного деления. Так, при полускошении слева и справа и одновременно полурассечении получается трёхчастное деление в форме латинской литеры Y — такое деление называется вилообразным. Если щит сначала полурассечён, а затем полускошен справа и слева, то получившееся деление будет иметь форму перевёрнутой на 180° литеры Y (опрокинуто-вилообразное деление). При геральдическом описании (блазонировании) герба разница между этими двумя делениями заключается только в порядке указания линий деления, подчиняющегося общему правилу об иерархии областей геральдического щита (см. раздел «Порядок описания»). Первым указывается линия деления, исходящая из верхнего правого угла или из наиболее близкой к нему точки. Трёхчастный щит также получается сочетанием любого полного и полуделения, например, пересечения и полурассечения. Каждая часть при трёхчастном делении имеет собственный цвет.

Герб герцогов Альба из рода Альварес де Толедо: щит дважды рассечён и четырежды пересечён на серебро и лазурь

Возможность повторения в щите одинаковых простых делений приводит к существованию великого множества различных форм деления щита.
При этом могут сочетаться и несколько одинаковых простых делений (например, щит может быть дважды или более раз пересечён), в этом случае существует общее правило, согласно которому линии деления проводятся на равном расстоянии одна от другой, кроме того, на равном расстоянии от краёв щита, а диагональные от его углов. Деление щита только посредством одинаковых простых делений не делает его составным.
Неоднократно рассечённый и пересечённый щит называют разделённым шахматно, при этом под шахматным разделением подразумевают такое, при котором щит рассечён и скошен одинаковое количество раз, а следовательно получившиеся части по форме представляют собой практически квадраты. Если количество вертикальных линий больше количества горизонтальных, то такой щит разделён гонтовидно. В связи с тем, что чёткой границы между этими двумя делениями нет, при их описании обычно указывается количество рассечений и пересечений, что исключает возможность различных трактовок. Пересечение нескольких диагональных линий представляет собой так называемое ромбовидное деление, при этом его форма зависит от количества различных скошений. Подобным делением является образованное диагональю, пересекаемой под прямыми углами несколькими линиями от краёв щита (например, скошенный слева и четырежды справа щит). Также иногда встречается деление щита вертикальными линиями, пересекаемыми несколькими диагональными (например, трижды рассечённый и трижды скошенный слева щит), а также и другие виды составных щитов. Все эти формы визуально похожи из-за чередования двух цветов, напоминая шахматное поле, в котором клетки, однако, могут иметь совершенно различную форму.

## Порядок описания

Порядок описания полей щита

Особую роль при блазонировании разделённого щита играет порядок описания полученных при делении частей. Общим правилом является то, что первыми называются цвета частей, лежащих сверху и геральдически справа. Строгая иерархия описания частей позволяет избежать перегрузки блазонирования указанием на их положение, которое становится ясным уже из самого порядка их произнесения. В простом рассечённом щите первой будет называться его правая часть, в пересечённом — верхняя, в скошенном — та, что лежит сверху слева, в скошенном слева — лежащая сверху справа.
При блазонировании четверочастного щита первым будет называться цвет части, лежащей сверху и справа (это будет первая четверть), второй — сверху и слева (вторая четверть), третьей — снизу и справа (третья четверть) и последней та, что находится в нижнем левом углу (четвёртая четверть). В четверочастном скошенном щите первая часть та, что прилегает к верхнему краю щита, вторая — к правому, третья — к левому, четвёртая — нижнему.
Блазонирование некоторых видов разделённых щитов представляется непростой задачей. Например, неоднократно скощенный справа щит описывается, начиная с цвета центральной части, прилегающей к верхней части щита как можно более справа, а после по порядку прилегания к правой стороне щита сверху вниз, последним будет называться цвет частей, прилегающих к верхней части щита левее первой части. Подобным образом порядок следования цветов определяется и для других видов разделённых щитов (трёхчастного, клинчатого и других).

## Истинные и неистинные деления
Деления щита подразделяются на истинные и неистинные. К первым относят те, в которых число полей одного цвета равно. Если имеется два цвета, то при истинном делении площадь полей, занятых одним цветом, будет составлять половину площади всего щита, если три цвета — треть, четыре — четверть и так далее. Соответственно неистинным называют такое деление, при котором один цвет занимает в щите больше пространства, чем другой или другие. К неистинным делениям также относят также те, при которых имеется более двух частей и каждая из них окрашена своим цветом. Истинность или неистинность деления при описании герба не указывается.
Данные линии деления несимметричны относительно продольной линии, поэтому могут употребляться их опрокинутые версии:

Угловидное деление
Дугообразное деление
Выщербленное деление
Чешуевидное деление
Серповидное деление
Ярмообразное деление

## Фигурные деления
Деления щита могут быть произведены не только прямыми, но ломаными или кривыми (фигурными) линиями: зубцами, остриями, волнами, облаками и так далее. Это обстоятельство и послужило к образованию второстепенных делений щита. Такие линии называются фигурами деления или фигурными делениями. Линии деления, отличные от прямой, всегда отдельно указываются при геральдическом описании, так что изменение формы линии деления приводит к появлению нового герба. При этом фигурные деления могут применяться не только по отношению к основным, но и к составным делениям.

Зубчатое деление
Гонтовидное деление
Зубовидное деление
Зазубренное деление
Заострённое деление
Волнистое деление
Облачное деление
Удвоенно-облачное деление
Крестовидно-зубчатое деление
Крюковидное деление
Полукрюковидное деление
Двойное зубчатое деление
Скошенно-зубчатое деление
Пламеневидное деление
Заострённо-зубчатое деление
Вызубренно-зубчатое деление
Листовидное деление
Клеверовидное деление